# Heteropoda languida
Heteropoda languida là một loài nhện trong họ Sparassidae.
Loài này thuộc chi Heteropoda. Heteropoda languida được Eugène Simon miêu tả năm 1887.